# Cleora invectaria
Cleora invectaria là một loài bướm đêm trong họ Geometridae.